# Opesia atrata
Opesia atrata là một loài ruồi trong họ Tachinidae.